# Dunfermline
Dunfermline, ciudad del centro de Escocia y centro administrativo del distrito de Dunfermline, en la región de Fife, emplazada sobre una atalaya que ofrece una hermosa panorámica. Su nombre proviene del gaélico "Dùn Fearam Linn", que significa "Castillo en la curva del arroyo". Actualmente, Dunfermline tiene más de 40.000 habitantes

## Historia
Durante la Edad Media, Dunfermline creció en torno a la abadía de Dunfermline, construcción benedictina de estilo normando fundada en el siglo XI y concluida a principios del siglo XII, en la que se encuentra enterrado Roberto I de Escocia, conocido como Robert the Bruce. En el año 1624, el fuego casi destruyó la ciudad. En el siglo XVIII, se transformó por primera vez en un importante centro de elaboración de lino. Sus productos manufacturados más destacados son el lino y el damasco; las industrias de tinte y decoloración son las que más empleo proporcionan. 
Dunfermline fue el lugar de nacimiento del industrial americano Andrew Carnegie, quien donó una biblioteca, baños públicos, un teatro y el parque Pittencrieff, de 24 hectáreas, de Ian Anderson, compositor, flautista y cantante del grupo Jethro Tull, y del escritor aclamado por la crítica Iain M. Banks; también allí los miembros del grupo The Skids residieron y formaron esta banda. La ciudad es, además, la sede central de Carnegie Trusts. Población (1991), 55.083 habitantes.

## Ciudades hermanadas
- Logroño
- Sarasota
- Trondheim
- Wilhelmshaven